# Paul Blumenkamp
Paul Blumenkamp est un allemand connu pour avoir dirigé le Sipo-SD de Clermont-Ferrand pendant la Seconde Guerre mondiale jusqu'en 1944,.
Il coordonne la rafle du 25 novembre 1943, ou Georges Mathieu (collaborateur), participe activement qui a pour but de contrer l'Université de Strasbourg repliée à Clermont-Ferrand.